# ريو تاكاا
ريو تاكاا (باليابانية: 高江 麗央) (مواليد 27 يونيو 1998)، هو لاعب كرة قدم كان يلعب كلاعب وسط.

## وصلات خارجية
- ريو تاكاا على موقع رابطة كرة القدم اليابانية للمحترفين (اليابانية)
- ريو تاكاا على موقع قاعدة بيانات كرة القدم.إي يو (الإنجليزية)
- ريو تاكاا على موقع Soccerway.com (الإنجليزية)
- ريو تاكاا على موقع عالم كرة القدم.نت (الإنجليزية)